# Эстакадный транспорт

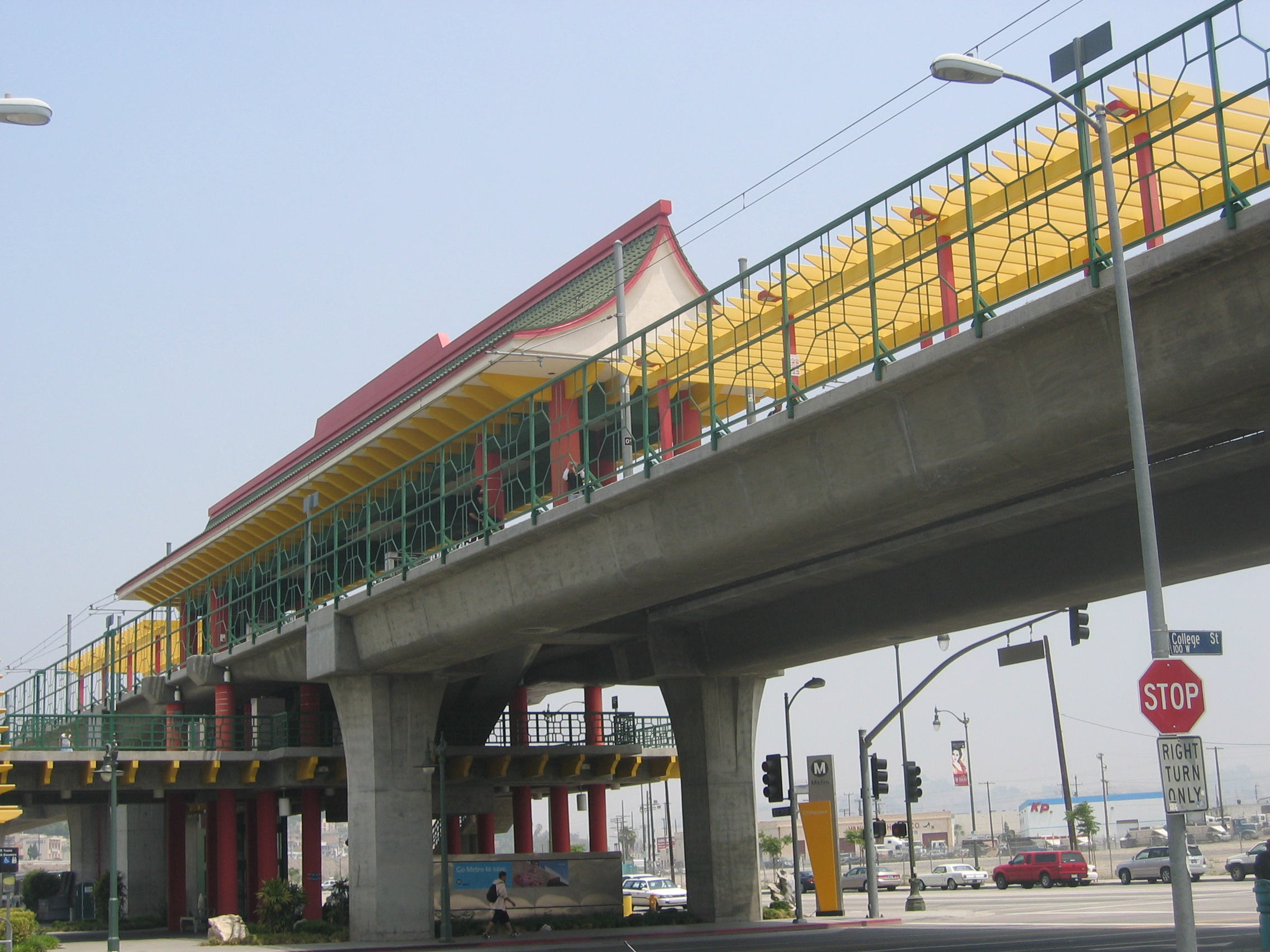
Эстакадная станция метро в Лос-Анджелесе

Эстака́дный тра́нспорт, надземка (англ. elevated railways, в США сокращённо: el) — городская рельсовая скоростная внеуличная отдельная система или часть системы городских железных дорог, метрополитенов, легкорельсового транспорта (в зависимости от исполнения, количества вагонов и массо-габаритных параметров подвижного состава), проложенная над землёй на эстакаде. Линии эстакадного железнодорожного транспорта строятся в городах мира с конца XIX века. Одной из первых данная система была реализована в Нью-Йоркском метрополитене на паровой тяге в 1868 году.

## История

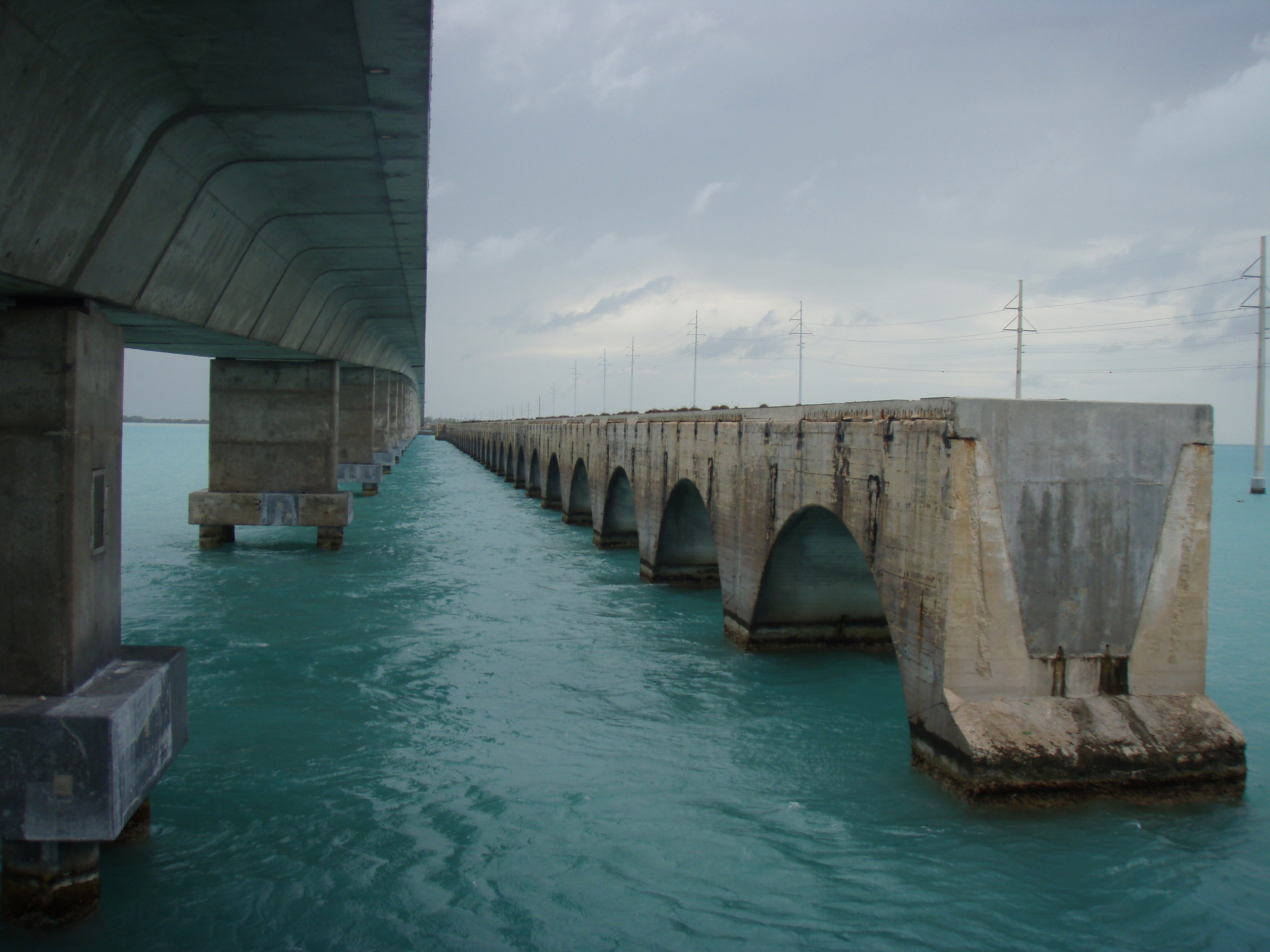
Морская железная дорога Флориды по большей части проходила над шельфом океана по железнодорожным эстакадам

Первые из этих линий использовали паровозы либо механическую передачу от стационарных паровых машин, впоследствии линии были электрифицированы. В середине XX века число эстакадных линий стало снижаться: некоторые системы закрыты целиком (Ливерпуль, 1956), в других эстакадные линии заменяются подземными (Нью-Йорк).
Эстакады в первых системах были стальными, сейчас они часто заменяются железобетонными (например, в Чикаго). Вопреки общемировой тенденции, в 2003 году в Москве была открыта Бутовская линия, на тот момент на 2/3 проходившая по стальным эстакадам.
Хотя в настоящее время эстакадный транспорт по большей части используется в городском транспорте как альтернатива подземным тоннелям, одной из самых длинных дорог такого типа была Морская железная дорога Флориды, соединяющая город Майами (США) с островами Ки-Уэст, которая в значительной части проходила над шельфом океана по железнодорожным эстакадам. Эта дорога действовала несколько десятилетий и в 1938 году была переделана в автомобильное шоссе.

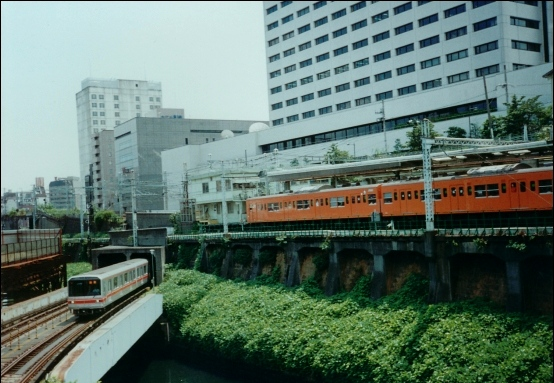
Акихабара (Токио)

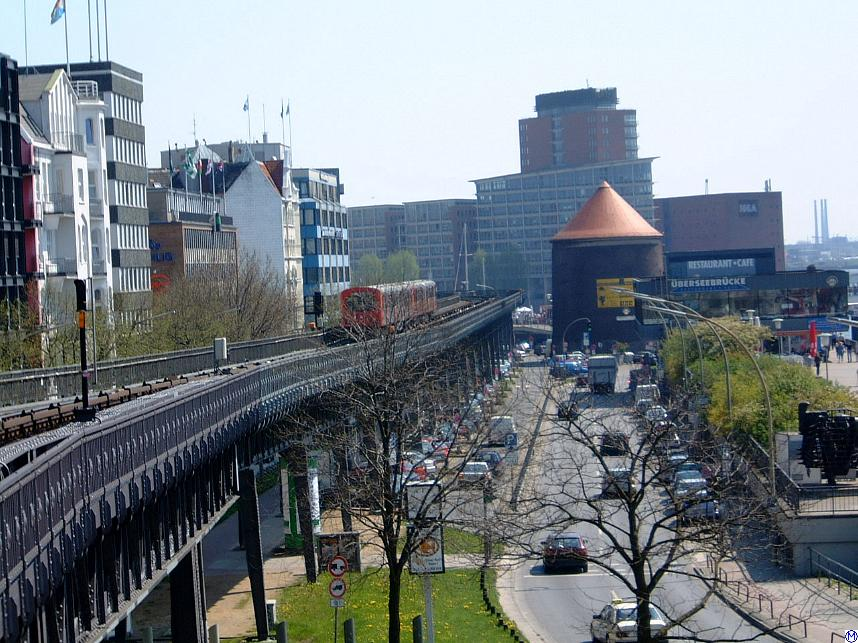
Метрополитен Гамбурга

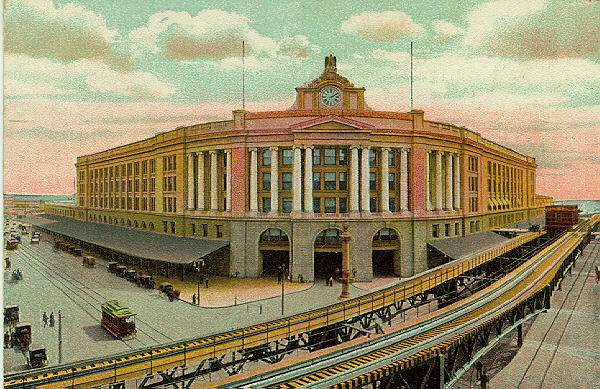
Атлантик-авеню в Бостоне (открытка начала 1900-х годов)

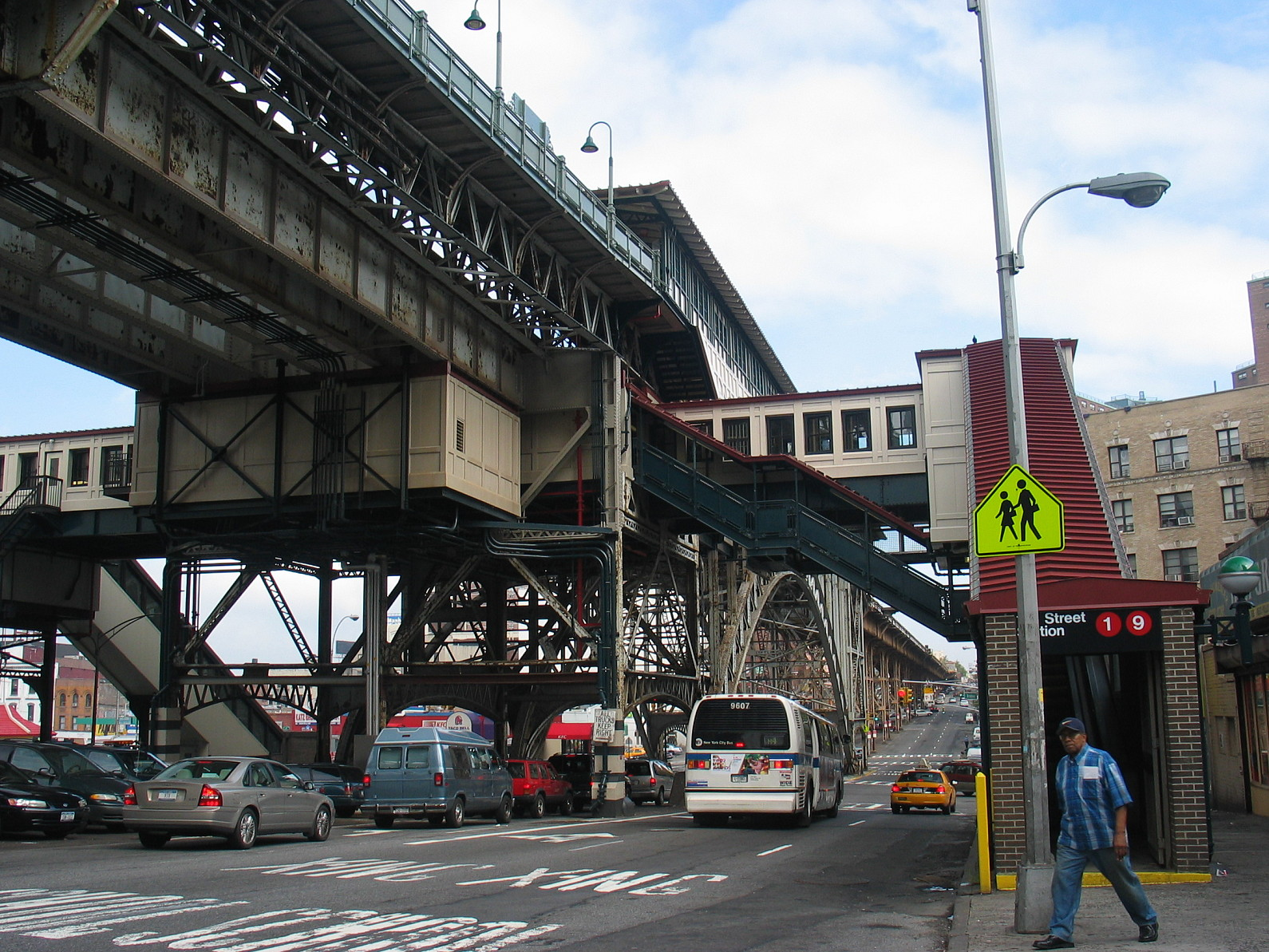
Станция метрополитена в Гарлеме (Нью-Йорк)

## Достоинства и недостатки

### Достоинства
Строительство наземных и надземных станций и перегонов железных дорог (наиболее простых по конструкции) обходится намного дешевле и занимает меньше времени по сравнению с подземными. Нет типичных проблем с вентиляцией, плывунами (см. Размыв в Петербургском метрополитене).
Под строящимися эстакадами располагаются существовавшие ранее и работающие развязки, автодороги и инженерные коммуникации. 

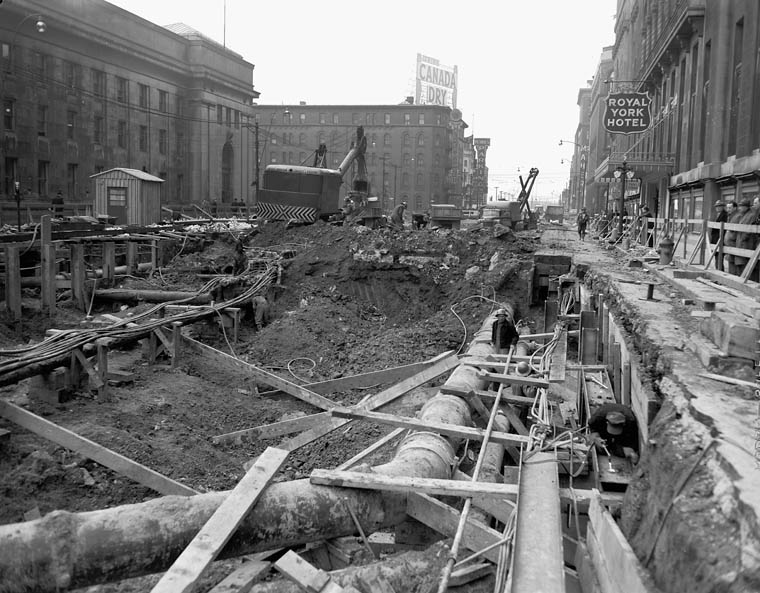
Строительство метрополитена в Торонто в 1950 году. Перекопанные улицы — недостаток подземного метро.

### Недостатки
Однако эстакадное исполнение несёт ряд неудобств и потенциальных проблем: постоянный шум, холод и обледенение платформ станций зимой, дополнительные эксплуатационные затраты, необходимость снегоуборки и частого ремонта пути, и так далее.

## Системы метро со значительной долей эстакад

### США
- Нью-Йорк (несмотря на традиционное название «subway» (подземка), около 40 % путей являются наземными или надземными)
- Чикагский метрополитен (CTA) в Чикаго
- Boston Elevated Railway  в Бостоне

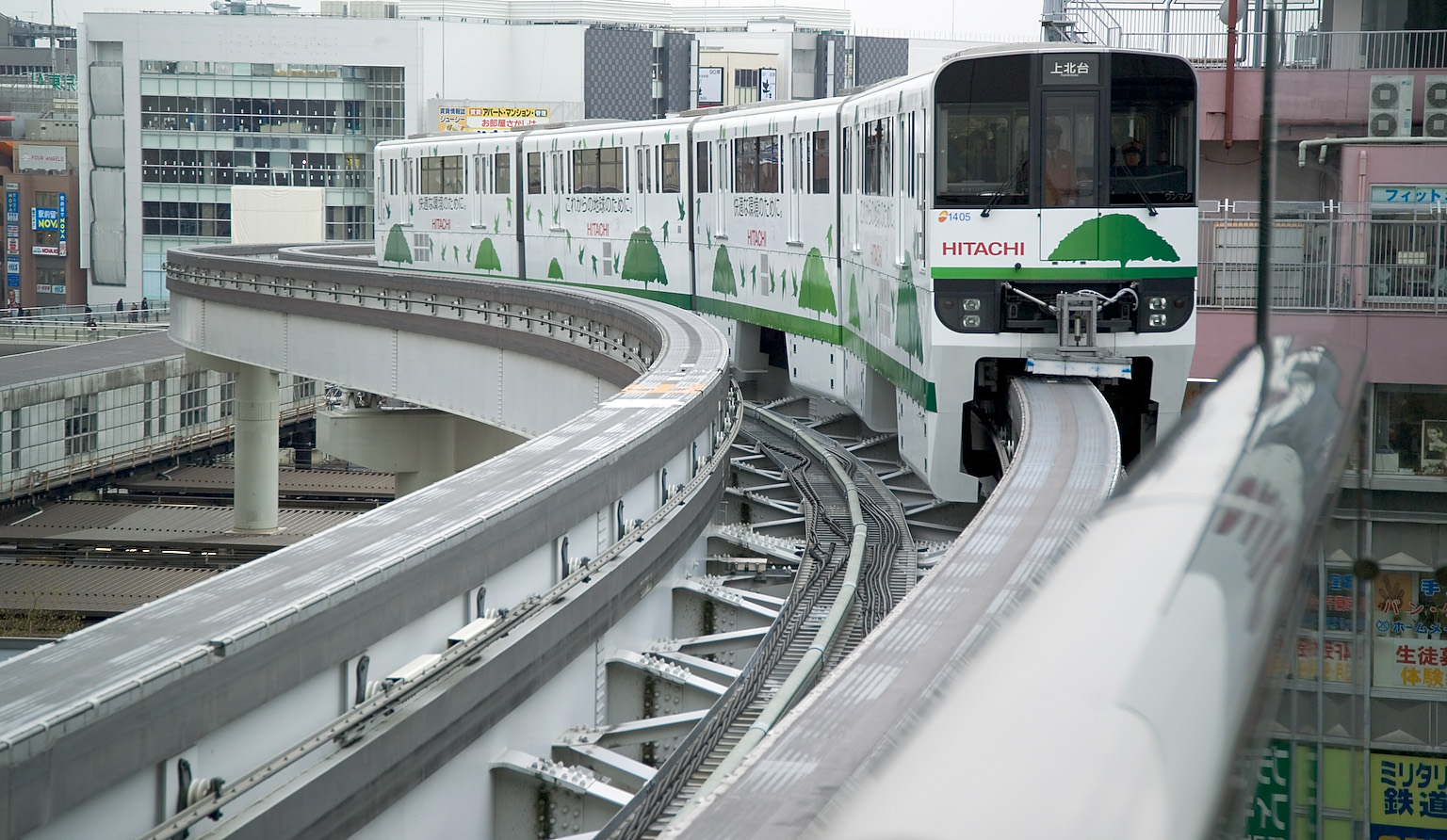
Монорельсовая дорога на эстакаде в Токио

U-bahn в Берлине

- Atlantic Avenue Elevated[англ.] в Бостоне (1901—1938)
- Атланта (Метрополитен Атланты)
- Майами (Метрополитен Майами)
- Су-Сити в 1891—1898 годах

### Великобритания
- Лондонский метрополитен включает в себя 274 станции, протяжённость путей — более 253 миль (408 километров). Называют это метро the Underground («подземка»), хотя 55 % линий проходят на поверхности
- Лондон (система Доклендское лёгкое метро)
- Ливерпуль (система Надземная железная дорога Ливерпуля) — 1893—1956
- Cairngorm Mountain Railway
- London Overground

### Канада
- Ванкуверский Skytrain

### Узбекистан
- Кольцевая линия (линия Тридцатилетия независимости Узбекистана)

Проекты эстакадного транспорта, 1900-е годы
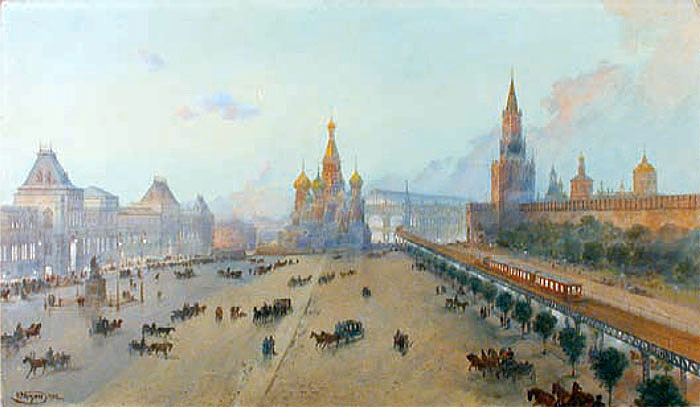
Москва
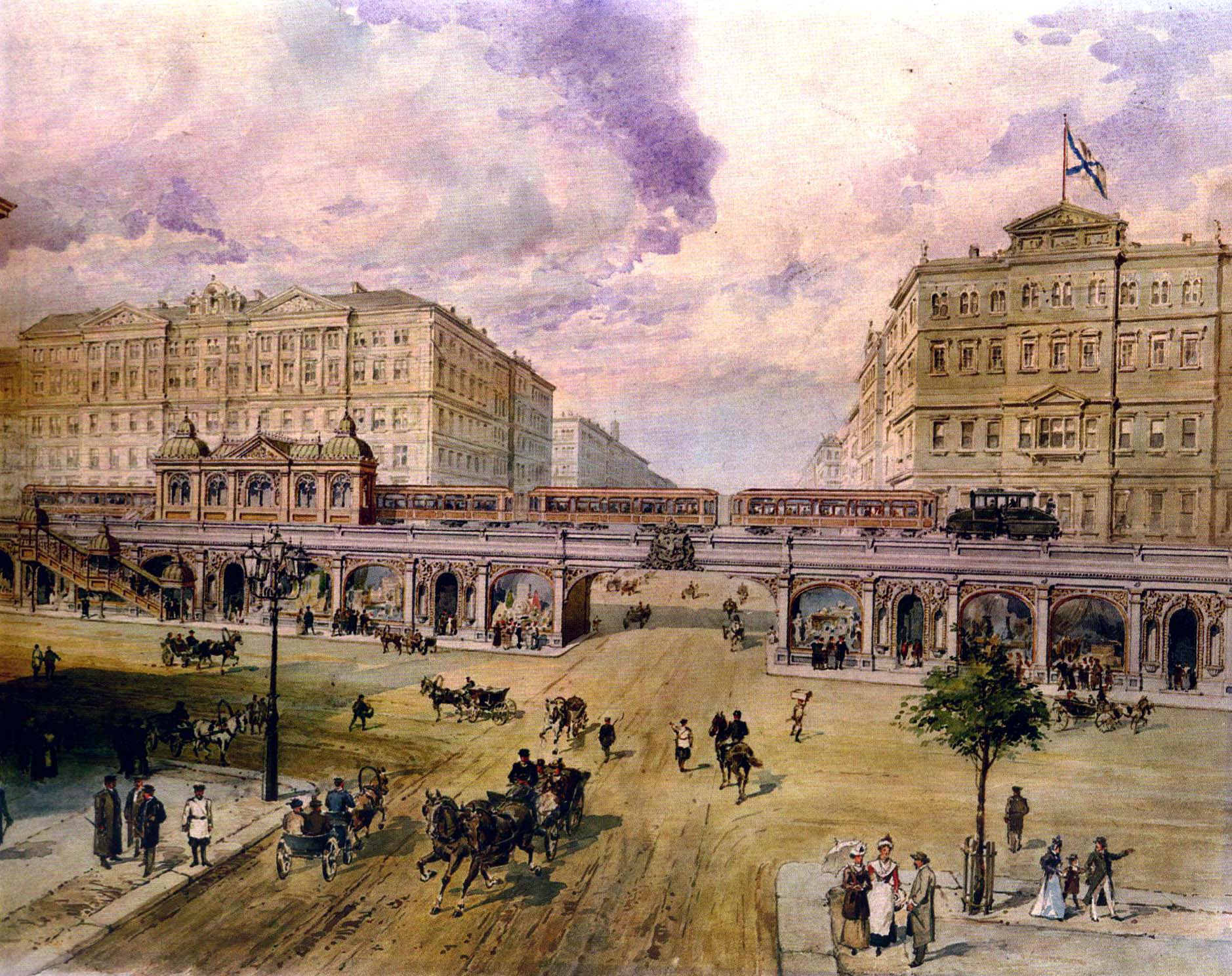
Санкт-Петербург